# Ronde van Italië 2011/Achtste etappe
De achtste etappe van de Ronde van Italië 2011 werd op 14 mei 2011 verreden. Het was een vlakke rit over een afstand van 214 km tussen Sapri en Tropea.

## Verloop van de etappe
In de etappe naar Tropea begon de koers vroeg: de Italianen Mirko Selvaggi en Leonardo Giordani sprongen al weg na twee kilometer. De twee vluchters pakten ruim elf minuten op het peloton.
Onder aanvoering van Quick Step (voor Gerald Ciolek) en Team HTC-High Road (voor Mark Cavendish) werden de vluchters enkele kilometer voor de finish door het peloton weer bijgehaald.
Op het lastige slotklimmetje op twee kilometer van de streep sprong de Italiaan Oscar Gatto weg. Alberto Contador probeerde nog bij de Italiaan te komen, maar slaagde er niet in.
De Italiaan pakte de zege. Contador pakte wel een kleine voorsprong en bonificatie punten, maar Pieter Weening bleef in de roze leiderstrui. Ook Steven Kruijswijk behield de witte trui.

## Uitslagen
| Sapri - Tropea 214 km |                     |                           |          |
| Plaats                | Naam                | Ploeg                     | Tijd     |
| Winnaar               | Oscar Gatto         | Farnese Vini-Neri Sottoli | 4u59'45" |
| 2                     | Alberto Contador    | Saxo Bank-SunGard         | z.t.     |
| 3                     | Alessandro Petacchi | Lampre-ISD                | + 0'05"  |
| 4                     | Alexander Kristoff  | BMC Racing Team           | z.t.     |
| 5                     | Roberto Ferrari     | Androni Giocattoli        | z.t.     |
| 6                     | Davide Appollonio   | Sky ProCycling            | z.t.     |
| 7                     | Francisco Ventoso   | Team Movistar             | z.t.     |
| 8                     | Rinaldo Nocentini   | AG2R-La Mondiale          | z.t.     |
| 9                     | Christophe Le Mével | Team Garmin-Cervélo       | z.t.     |
| 10                    | Klaas Lodewyck      | Omega Pharma-Lotto        | z.t.     |
|                       |                     |                           |          |
| 29                    | Pieter Weening      | Rabobank                  | z.t.     |

| Algemeen klassement |                     |                     |          |
| Plaats              | Naam                | Ploeg               | Tijd     |
| Roze trui           | Pieter Weening      | Rabobank            | 28u9'49" |
| 2                   | Kanstantsin Siwtsow | Team HTC-High Road  | + 0'02"  |
| 3                   | Marco Pinotti       | Team HTC-High Road  | + 0'02"  |
| 4                   | Christophe Le Mével | Team Garmin-Cervélo | + 0'05"  |
| 5                   | Alberto Contador    | Saxo Bank-SunGard   | + 0'13"  |
| 6                   | Michele Scarponi    | Lampre-ISD          | + 0'14"  |
| 7                   | Pablo Lastras       | Team Movistar       | + 0'22"  |
| 8                   | Vincenzo Nibali     | Liquigas-Cannondale | + 0'24"  |
| 9                   | Steven Kruijswijk   | Rabobank            | + 0'28"  |
| 10                  | José Serpa          | Androni Giocattoli  | + 0'33"  |
|                     |                     |                     |          |
| 24                  | Kevin Seeldraeyers  | Quick Step          | + 1'22"  |

## Nevenklassementen
| Puntenklassement |                     |                     |        |
| Plaats           | Naam                | Ploeg               | Punten |
| Rode trui        | Alessandro Petacchi | Lampre-ISD          | 64     |
| 2                | Christophe Le Mével | Team Garmin-Cervélo | 48     |
| 3                | Roberto Ferrari     | Androni Giocattoli  | 42     |
|                  |                     |                     |        |
| 10               | Pieter Weening      | Rabobank            | 25     |
| 11               | Bart De Clercq      | Quick Step          | 25     |

| Bergklassement |                 |                  |        |
| Plaats         | Naam            | Ploeg            | Punten |
| Groene trui    | Bart De Clercq  | Quick Step       | 11     |
| 2              | Martin Kohler   | BMC Racing Team  | 10     |
| 3              | Federico Canuti | Colnago-CSF Inox | 9      |

| Jongerenklassement |                    |                    |           |
| Plaats             | Naam               | Ploeg              | Tijd      |
| Witte trui         | Steven Kruijswijk  | Rabobank           | 28u10'17" |
| 2                  | Roman Kreuziger    | Astana             | + 0'16"   |
| 3                  | Robert Kišerlovski | Astana             | + 0'24"   |
|                    |                    |                    |           |
| 5                  | Kevin Seeldraeyers | Omega Pharma-Lotto | + 0'54"   |

| Ploegenklassement |               |           |
| Plaats            | Ploeg         | Tijd      |
| 1                 | Team Movistar | 83u48'31" |
| 2                 | Astana        | + 0'01"   |
| 3                 | Geox-TMC      | + 1'06"   |

1e etappe ·
2e etappe ·
3e etappe ·
4e etappe ·
5e etappe ·
6e etappe ·
7e etappe ·
8e etappe ·
9e etappe ·
10e etappe ·
11e etappe ·
12e etappe ·
13e etappe ·
14e etappe ·
15e etappe ·
16e etappe ·
17e etappe ·
18e etappe ·
19e etappe ·
20e etappe ·
21e etappe
Startlijst · Eindstanden · Afbeeldingen